# Sextius d'Arlatan de Montaud
Le Conseiller Sextius de Montaud d'Arlatan, est né le 3 octobre 1632, à Aix-en-Provence, paroisse Saint-Sauveur. Il est le fils de Jean, et d'Anne de Salve. Il épouse, Françoise-Honorée d'Aymar de Pierrerue, fille d'un conseiller en la Chambre des Comptes, Aides et Finances de Provence.

## Biographie
Sextius de Montaud fut reçu le 24 décembre 1655, Conseiller en la Chambre des Comptes, Aides et Finances de Provence en l'office de François de Galice, puis pourvu treize ans plus tard le 15 septembre 1669 (reçu le 14 octobre suivant), Conseiller au Parlement de Provence, en la charge de feu Antoine de Gautier,.
Issu d'une famille de néophytes d'extraction judaïque, originaire de Salon-de-Provence, anobli par lettres en 1536, son entrée dans la Haute Robe en 1655, devait ouvrir dans la famille une tradition qui se perpétua à travers quatre magistrats, jusqu'à la Révolution.
Sextius, décédé en son hôtel d'Arlatan, fut enseveli aux Observentins d'Aix-en-Provence, le 11 mai 1710.

## Hôtel d'Arlatan-Lauris
hôtel d Arlatan (dit aussi d'Arlatan de Montaud ou de Bonnecorse) est situé au 24 rue de l'Opéra, à Aix-en-Provence, dans le quartier de Villeneuve. Après acquisition d'une place à bâtir en 1684, vers le Cours Mirabeau entre la place des Prêcheurs et les boulevards extérieurs, Sextius de Montaud, fait construire son hôtel de 1685 à 1691, mais il ne sera terminé qu'au milieu du XVIIIe siècle. Cet hôtel passa, par les femmes, en 1837, aux Benault-Lubières, puis encore par les femmes aux Bonnecorse, qui le possédait toujours en 1964. L'hôtel d'Arlatan de Montaud avait la plus belle boiserie de porte de la ville d'Aix. Sculptée probablement par Toro, on peut la contempler aujourd'hui au musée de Lyon.